# René Chaineux
René Chaineux, né le 13 février 1951 à Raeren, est un homme politique belge germanophone, membre du Christlich Soziale Partei.
Il est régent en mathématiques, physique et religion et enseignant.

## Fonctions politiques
- 1998-     : conseiller communal à Raeren
- 2001-     : premier échevin à Raeren
- 2004-2009, puis 2010-2014 :  membre du parlement germanophone